# Lubenice, Croatia
Lubenice là một thành phố pháo đài cổ nằm trên đảo Cres, Croatia. Nó được thành lập cách đây khoảng 4.000 năm trên đỉnh một ngọn núi cao 380 mét nhìn ra biển Adriatic. Đây là một trung tâm địa phương nhỏ bao gồm 40 tòa nhà và 7 cư dân thường trú. Các tòa nhà trong thành phố chủ yếu được xây dựng từ đá lấy từ các vách đá xung quanh, một phần nhỏ các công trình có niên đại là một khu định cư cũ của người La Mã cổ đại. Có hai cổng thành phố còn tồn tại được bảo tồn tốt ở phía Bắc và phía Nam, cùng một bức tường ở phía Đông. Lubenice đã được đề cử là một di sản thế giới của UNESCO từ năm 2005.

## Hình ảnh

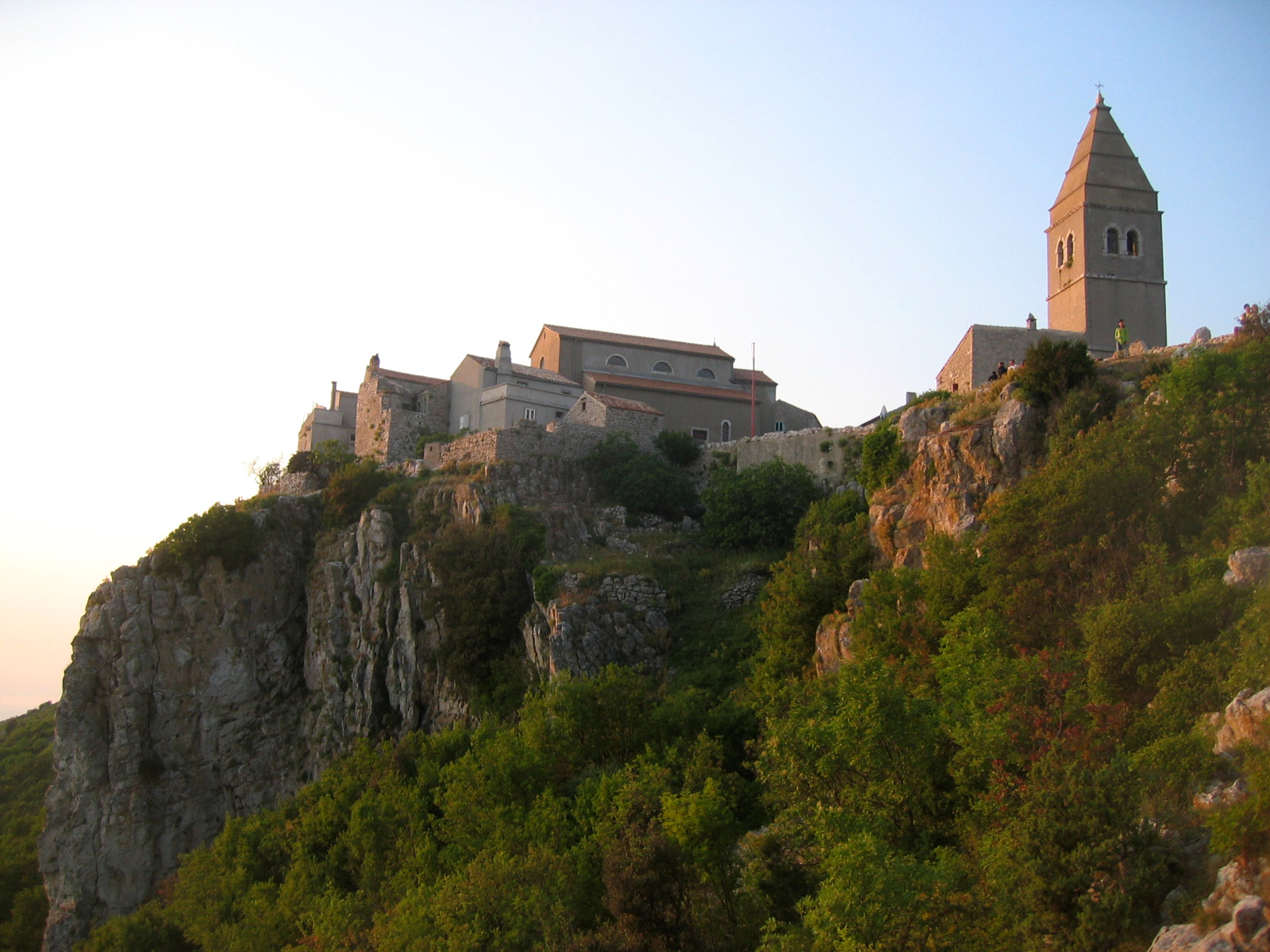
Lubenice trên đảo Cres, Croatia.
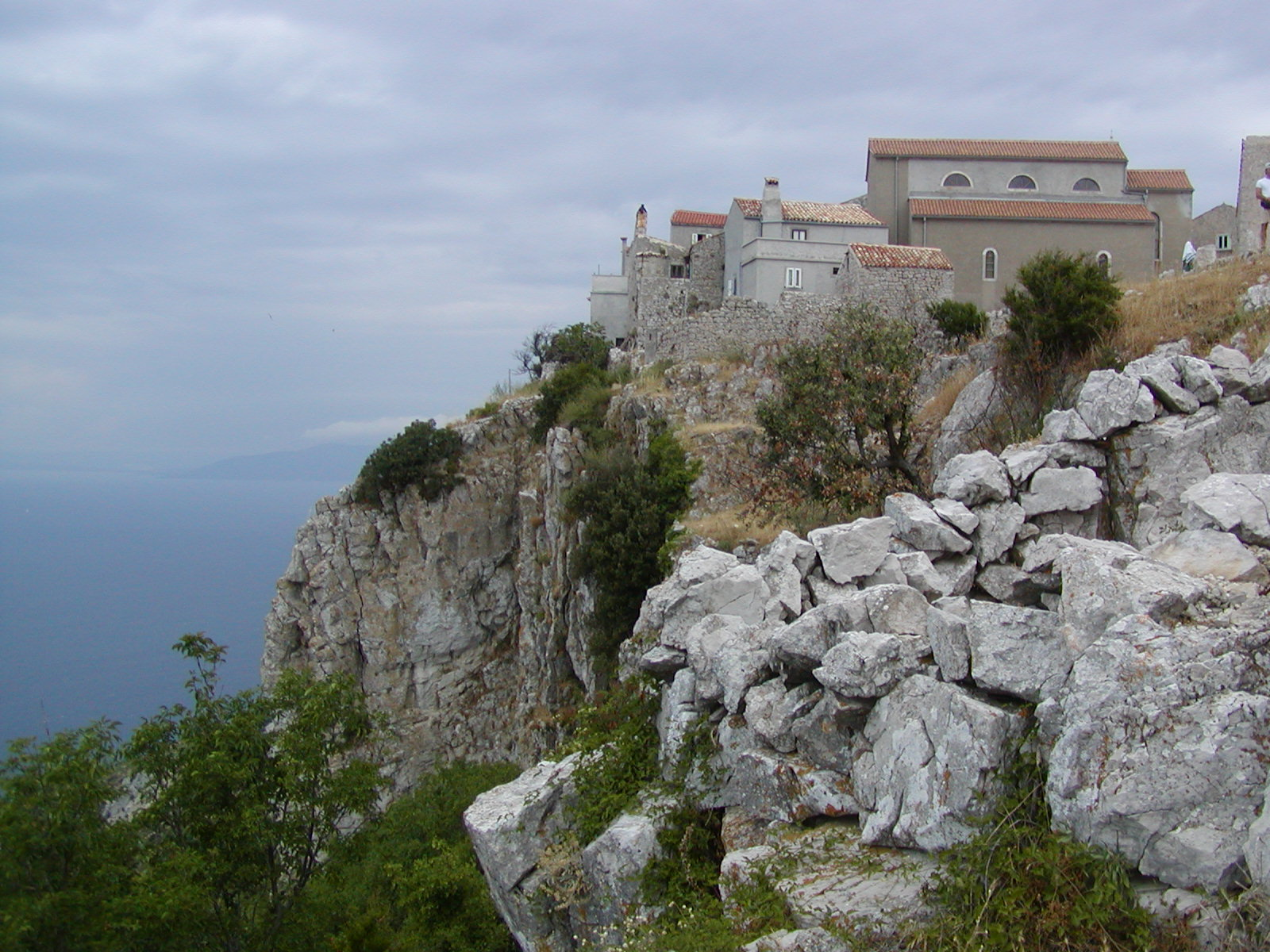
Lubenice trên đảo Cres, Croatia.
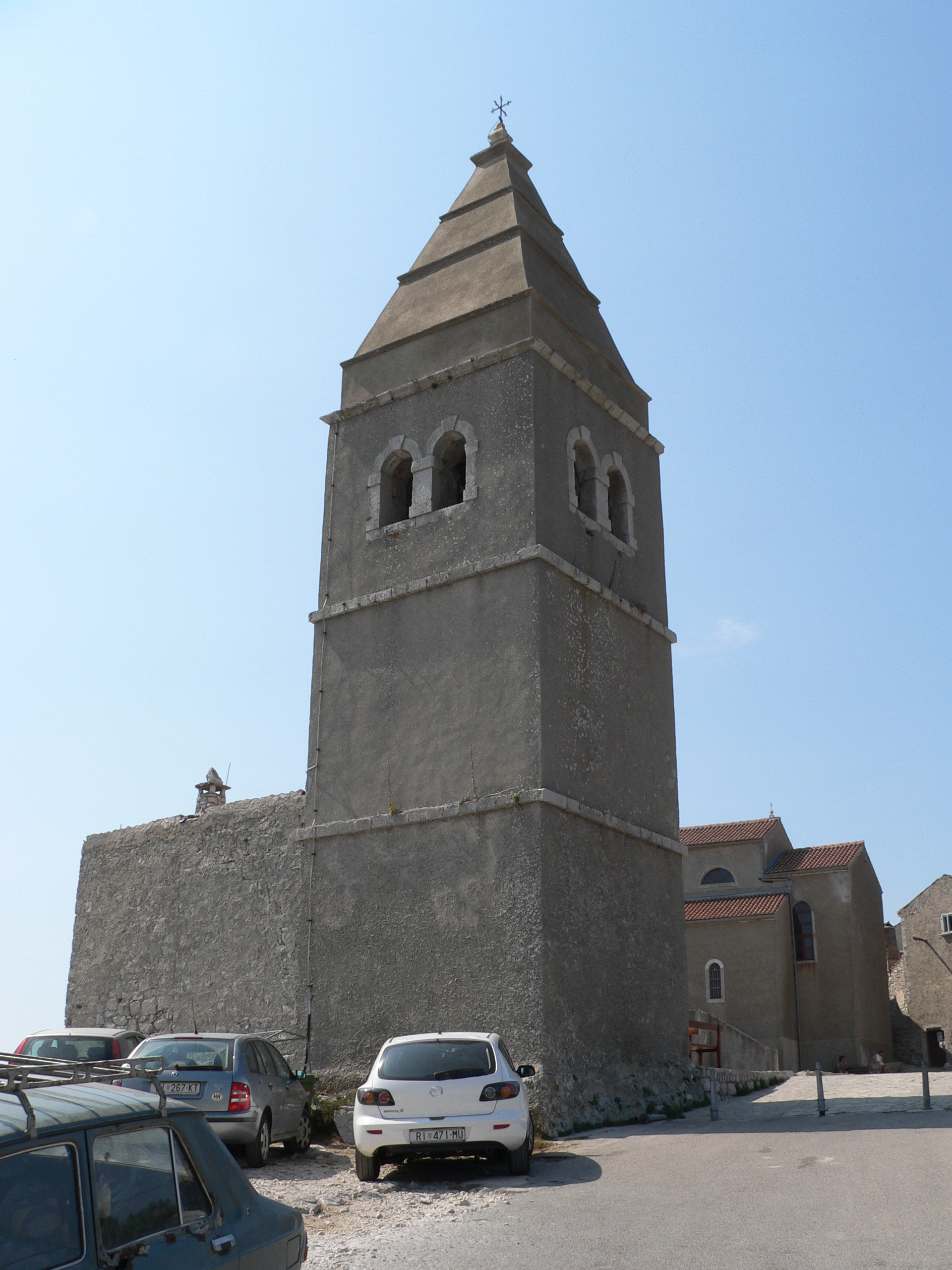
Tháp chuông Lubenice.
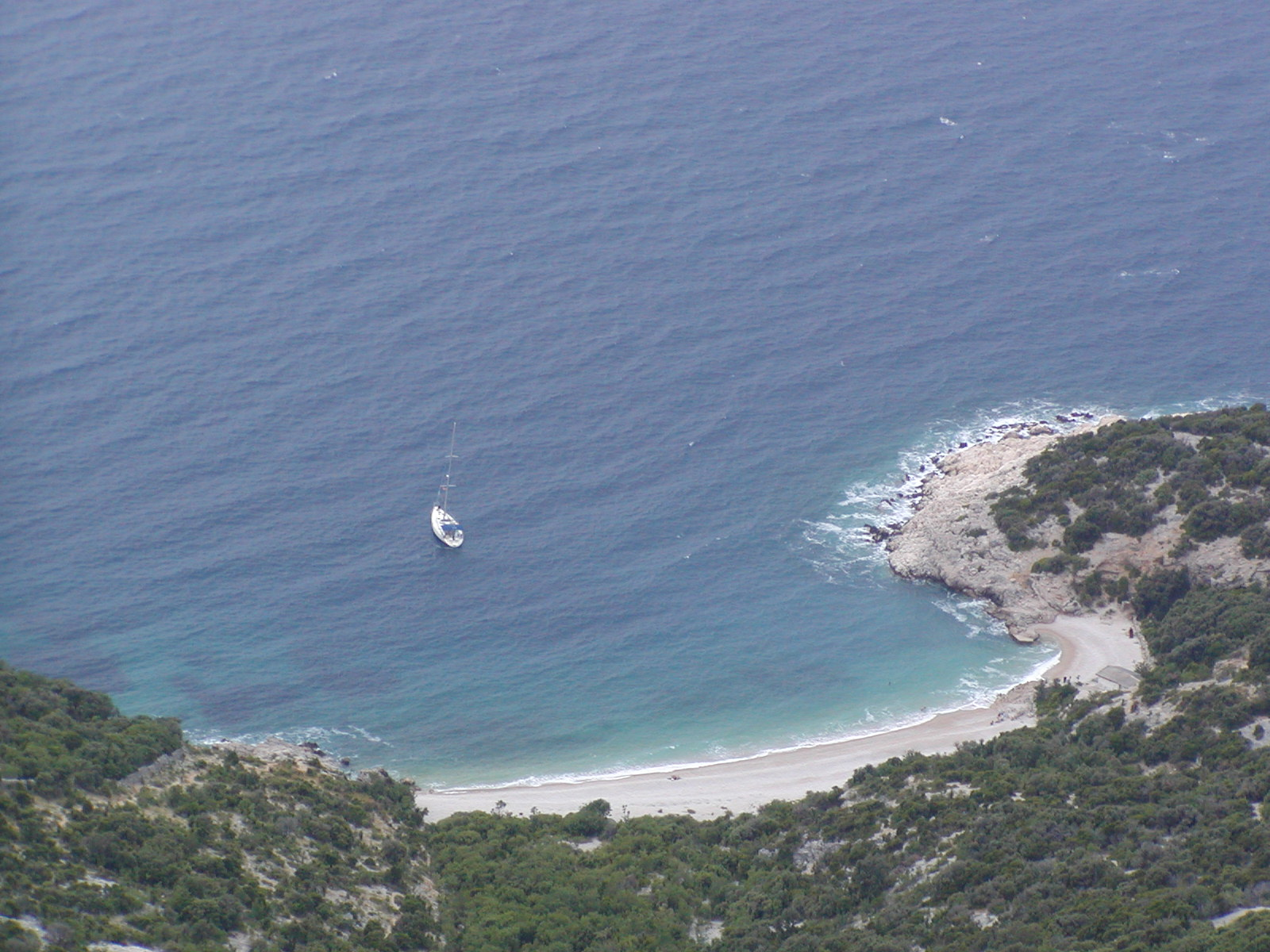
Bờ biển Lubenice.